# Bridges Kammerorchester
Das Bridges Kammerorchester ist ein in Frankfurt am Main ansässiges Orchester mit transkulturellem Profil. Neben einer klassisch-europäischen Streich- und Blasinstrumentengruppe sind auch Instrumente aus dem globalen Kontext, zum Beispiel diverse Zupf- und Blasinstrumente sowie Perkussion besetzt. Das freie Kammerorchester spielt in einer festen Besetzung unter wechselnden internationalen Gast-Dirigenten und mit Solisten. Das Ensemble komponiert sein transkulturelles Repertoire selbst. Das Orchester ist als Sozialunternehmen mit Schwerpunkt auf der Überwindung von diskriminierenden Strukturen und der Förderung der freien Orchesterlandschaft durch faire Bezahlung organisiert.

## Geschichte
Das Bridges Kammerorchester wurde 2019 in Frankfurt am Main gegründet. Es entwickelte sich aus der zunächst lediglich als einmaliges Konzertprojekt angelegte Initiative „Bridges - Musik verbindet“, welche im April 2016 als Reaktion auf vermehrte Einwanderung Geflüchteter nach Deutschland 65 Musiker mit und ohne Fluchtbiografie für ein Konzert im Sendesaal des Hessischen Rundfunks in Frankfurt zusammenbrachte. Johanna-Leonore Dahlhoff, eine der beiden Gründerinnen des Bridges Kammerorchesters, wirkte an diesem Konzert als Flötistin mit und übernahm die Projektleitung auf Wunsch der beiden Initiatorinnen Julia Kitzinger und Isabella Kohls nach dem ersten Konzert.
Mit Übernahme der Projektleitung von Dahlhoff und wenig später der Projektassistenz von Anke Karen Meyer professionalisierte sich das Ensemble und entwickelte eine feste Kammerorchester-Besetzung. Ein wichtiger Meilenstein auf diesem Weg der Professionalisierung war ein Auftritt der Orchesterformation bei der Gedenkstunde der Opfer von Flucht und Vertreibung der Bundesregierung in Berlin 2017 und 2018 in Anwesenheit von Angela Merkel. Mit Hilfe des Ankommer-Stipendiums von der KFW-Stiftung, das das Projekt 2018 erhielt, wurde 2019 schließlich die Bridges – Musik verbindet gGmbH gegründet. Seitdem haben Johanna-Leonore Dalhoff die künstlerische und Anke Karen Meyer die kaufmännische Leitung inne.
Es folgten Konzerte im In-  und Ausland, wie etwa der Auftritt des Bridges-Ensembles Ugarit beim Sharq Taronalari Festival Samarkand (Usbekistan) 2019 und das Debüt des Kammerorchesters in der Elbphilharmonie 2024. Außerdem entwickelte das Ensemble Musikvermittlungsformate, wie zum Beispiel das Projekt „Glokale Welthits“, das in Zusammenarbeit mit der Henri-Dunant-Schule 2022 in der Alten Oper aufgeführt wurde und andere Musikvermittlungsproduktionen unter anderem mit der Tonhalle Düsseldorf, der Oper Frankfurt, dem Heidelberger Frühling, dem Rheingau Musikfestival und der Philharmonie Köln.

## Diskographie
- 2021: Identigration (Eigenverlag), Ko-Produktion mit dem Hessischen Rundfunk (hr2-kultur)
- 2024: Complementarity (Eigenverlag)

## Auszeichnungen
- 2018: Special Impact Preis der KfW Stiftung.[2]
- 2019: The Power of the Arts[9][10]
- 2021: Preis der deutschen Schallplattenkritik 2/2021 in der Kategorie Grenzgänge[11]
- 2022: Frankfurter Diversitäts- und Integrationspreis[12]
- 2022: Orchestra in Residence im Casals Forum der Kronberg Academy
- 2022: Hessischer Integrationspreis[13]
- 2024: Aufnahme in das Bundesprogramm Exzellente Orchesterlandschaft Deutschland[14]